# Scomberoides
A Scomberoides a csontos halak (Osteichthyes) főosztályának a sugarasúszójú halak (Actinopterygii) osztályába, ezen belül a sügéralakúak (Perciformes) rendjébe és a tüskésmakréla-félék (Carangidae) családjába tartozó nem.

## Rendszerezés
A nembe az alábbi 4 faj tartozik:
- Scomberoides commersonnianus Lacepède, 1801
- Scomberoides lysan (Forsskål, 1775)
- Scomberoides tala (Cuvier, 1832)
- Scomberoides tol (Cuvier, 1832)